# Bigfoot (videogioco 1990)
Bigfoot è un videogioco di corse pubblicato nel 1990 per Nintendo Entertainment System. Il gioco è stato pubblicizzato dal leggendario monster truck con lo stesso nome all'interno dello show televisivo Video Power.

## Modalità di gioco
Lo scopo del gioco è quello di avanzare al livello successivo incorrendo nel minor numero di danni possibile. I livelli sono costituiti dalle classiche sfide nelle competizioni tra monster truck, tra cui il "car crushing", il "mud bog", il "tractor pull" e il "hill climb". Per avanzare al prossimo evento il giocatore deve completare una gara di "cross country" (raccolta di denaro, punti ecc.) senza danneggiare il veicolo. Se il truck subisce danni le sue prestazioni saranno inferiori, e se subisce troppi danni verrà distrutto. Necessita pertanto di essere riparato col denaro vinto nelle competizioni.
Il giocatore uno controlla il leggendario monster truck BigFoot (blu), mentre l'eventuale secondo giocatore un truck identico ma rosso. Il computer inizialmente gareggia col Growler (verde), e se questi viene distrutto per i troppi danni prosegue col Charger (giallo).